# Peter Karhausen
Peter Karhausen (* 1950 in Aachen) ist ein deutscher Orgelbauer mit Werkstattsitz in Aitrang im Allgäu.

## Leben
Peter Karhausen, Sohn eines Kirchenmusikers, lernte bei Klais in Bonn. Er ging 1970 zu Gerhard Schmid nach Kaufbeuren und machte sich 1979 in Aitrang selbständig. Sein Meisterstück baute er 1980 für die dortige Wallfahrtskirche St. Alban: Für das von Balthasar Freiwiß stammende Gehäuse von etwa 1755 erstellte Karhausen ein dreimanualiges Werk nach niederländischem Vorbild, das eine Besonderheit im Allgäu darstellt. Karhausen arbeitet als Ein-Mann-Betrieb und ist des Öfteren für Sixtus Lampl tätig, der das Orgelzentrum Valley eingerichtet hat. Er ist zudem als freiberuflicher Intonateur für die Orgelbaufirma Seifert in Kevelaer tätig.

## Werkliste (Auswahl)
| Jahr      | Ort          | Gebäude             | Bild | Manuale | Register | Bemerkungen                                       |
| --------- | ------------ | ------------------- | ---- | ------- | -------- | ------------------------------------------------- |
| 1980      | Görwangs     | St. Alban           |      | III/P   | 30       | Meisterstück, 1995 Revision und Umbau → Orgel     |
| 1984      | Oberammergau | Ev. Kreuzkirche     |      | II/P    | 17       | mit Koppelmanual                                  |
| 1985      | Buchloe      | Ev. Kirche          |      | II/P    | 19       | mit Koppelmanual                                  |
| 1986      | Puchheim     | Auferstehungskirche |      | II/P    | 16       | mit Koppelmanual → Orgel                          |
| 1986      | Kaufbeuren   | privat              |      | II      | 7        | mit Koppelmanual                                  |
| 1987      | Aitrang      | privat              |      | II/P    | 7        | gesamte Orgel schwellbar                          |
| 1992      | Kempten      | Christi Himmelfahrt |      | I       | 5        | Werktagskapelle                                   |
| 1992      | Huttenwang   | St. Johannes        |      | III/P   | 19       | vier Register von Koulen                          |
| 1993/2010 | Kempten      | Christi Himmelfahrt |      | II/P    | 20       | Neuintonation der Orgel von Gerhard Schmid (1972) |